# 萃英中学建筑群
萃英中学建筑群，位于山东省泰安市泰山区岱庙街道。是中华人民共和国山东省省级文物保护单位之一。
翠英中学建筑群由翠英中学教学楼，原博济医院门诊楼，原牧师宿舍楼兼教室三个建筑组成。
1994年，列入第一批泰安市文物保护单位。2013年，列入第四批山东省文物保护单位，该文物保护单位是一座近现代重要史迹及代表性建筑。
目前該建築群部分由山东省泰安第一中学使用。